# Neosemidalis terraereginae
Neosemidalis terraereginae är en insektsart som beskrevs av Meinander 1972. Neosemidalis terraereginae ingår i släktet Neosemidalis och familjen vaxsländor. Inga underarter finns listade i Catalogue of Life.